# Kuzsenyeri járás

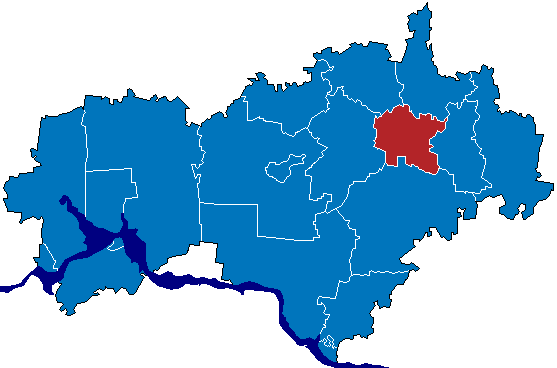
A Kuzsenyeri járás Mariföldön

A Kuzsenyeri járás (oroszul Куженерский район, mari nyelven Кужэҥер кундем) Oroszország egyik járása Mariföldön. Székhelye Kuzsenyer.

## Népesség
- 1989-ben 18 111 lakosa volt.
- 2002-ben 16 210 lakosa volt, melynek 74,4%-a mari, 24,2%-a orosz.
- 2010-ben 14 556 lakosa volt, melynek 69,2%-a mari, 22,4%-a orosz, 0,7%-a tatár.